# Mokelumne
Mokelumne (Mokelumni) /=people of Mokel/, jedan od ogranaka Miwok Indijanaca, porodica Moquelumnan, koji su obitavali u krajevima između rijeka Cosumne i Mokelumne, na području današnjih okruga Eldorado, Amador i Sacramento u Kaliforniji. 
Njihovo ime javljalo se kroz povijest i u sličnim oblicima: Moquelumnes, Mukelemnes, Locklomnee, Mo-kel-um-ne, Mukeemnes, Muthelemnes, etc.